# 풍천초등학교 (경기)
풍천초등학교는 대한민국 경기도 용인시에 있는 공립 초등학교로, 2001년에 개교하였다.

## 학교 연혁
- 2000. 09. 08 풍천초등학교 설립인가
- 2001. 08. 18 초대 신용진 교장 부임
- 2001. 08. 20 12학급 개교
- 2002. 02. 05 학교자체급식 실시
- 2002. 03. 01 병설유치원 개원 (1학급)
- 2008. 09. 01 제2대 고용규 교장 부임
- 2013. 02. 15 제12회 졸업식(졸업생 수 2,326명)
- 2013. 09. 01 제3대 김은희 교장 부임
- 2014. 02. 14 제13회 졸업식(졸업생 수 2.731명)
- 2014. 03. 01 36학급 편성(유치원 1학급)

## 참고 자료
- 풍천초등학교 - 한국교육학술정보원 학교알리미